# Kan’etsu-Autobahn
Die Kan’etsu-Autobahn (jap. 関越自動車道, Kan’etsu Jidōshadō) ist eine wichtige Autobahn in Japan und durchquert die japanische Hauptinsel Honshū von Nerima bis Nagaoka und trifft hier auf die Hokuriku-Autobahn. Sie trägt die Nummer E17. Ihr Verlauf folgt dabei im Wesentlichen dem der Nationalstraße 17.
Die 246,3 km lange Autobahn wird von der ostjapanischen Autobahnbetreibergesellschaft Higashi-Nihon Kōsokudōro K.K. (engl. East Nippon Expressway Co., Ltd., NEXCO) betrieben und ist als „Nationale Hauptstrecke“ (Kokkandō, kurz für 国土開発幹線自動車道, kokudo kaihatsu kansen jidōshadō) klassifiziert.

## Geschichte
Das erste Teilstück der Kan’etsu-Autobahn zwischen Nerima und Kawagoe wurde 1971 als Tokio-Kawagoe-dōrō eröffnet.

## Anschlussstellen (Interchange)
Nerima (1) – Tokorozawa (3) – Kawagoe (4) – Tsurugashima (5) – Higashimatsuyama (6) – Hanazono (7) – Honjō-Kodama (8) – Takasaki (10) – Maebashi (11) – Shibukawa-Ikaho (12) – Akagi (12-1) – Shōwa (12-2) – Numata (13) – Tsukiyono (14) – Minakami (15) – Yuzawa (16) – Shiozawa-Ishiuchi (16-1) – Muikamachi (17) – Koide (18) – Horinouchi (18-1) – Echigo-Kawaguchi (19) – Ojiya (20) – Nagaoka (21)

## Verlauf
- Präfektur Tokio
  - Nerima
- Präfektur Saitama
  - Niiza
- Präfektur Tokio
  - Kiyose
- Präfektur Saitama
  - Tokorozawa – Miyoshi – Fujimino – Kawagoe – Tsurugashima – Sakado – Higashimatsuyama – Namegawa – Ranzan – Ogawa – Yorii – Fukaya – Misato – Honjō – Kamisato
- Präfektur Gunma
  - Fujioka – Tamamura – Takasaki – Maebashi – Yoshioka – Shibukawa – Shōwa – Numata – Minakami
- Präfektur Niigata
  - Yuzawa – Minami-Uonuma – Uonuma – Kawaguchi – Ojiya – Nagaoka